# آشكان نامداري
آشكان نامداري (1 فبراير 1977 بإيران - ) هو لاعب كرة قدم إيراني في مركز حراسة المرمى. لعب مع نادي أبو مسلم خراسان ونادي استقلال أهواز ونادي استقلال طهران ونادي برق شيراز وShahrdari Arak F.C. ‏.